# Malgré tout (Contreras)
Malgré tout ("Nonostante tutto") è una scultura in marmo, realizzata da Jesús Fructuoso Contreras nel 1898. In origine si trovava nell'Alameda Central, ma in seguito venne posta nel museo nazionale d'arte di Città del Messico.

## Storia
L'opera venne creata intorno all'anno 1898, e lo stesso anno venne esposta nel Casino Nacional. 

Grazie al suo talento, Porfirio Díaz, l'allora presidente del Messico, aveva concesso a Jesús F. Contreras una borsa di studio affinché egli potesse continuare i suoi studi e perfezionare la propria tecnica nella fusione a Parigi dal 1887 al 1889. Nel 1898, Contreras venne nominato commissario generale delle belle arti per rappresentare il Messico all'esposizione universale di Parigi del 1900. La grande giuria gli assegnò vari riconoscimenti, come una menzione onorevole per i suoi progetti non realizzati, come pure un diploma per il suo intervento nella sezione retrospettiva. Per la sua opera, Malgré tout, gli vennero assegnati il gran premio di scultura e la croce della Legione d'onore della repubblica francese, per i quali ricevette anche le congratulazioni di Jules Claretie, che presiedeva l'accademia francese, che lo definì "lo scultore più rilevante della scuola messicana".

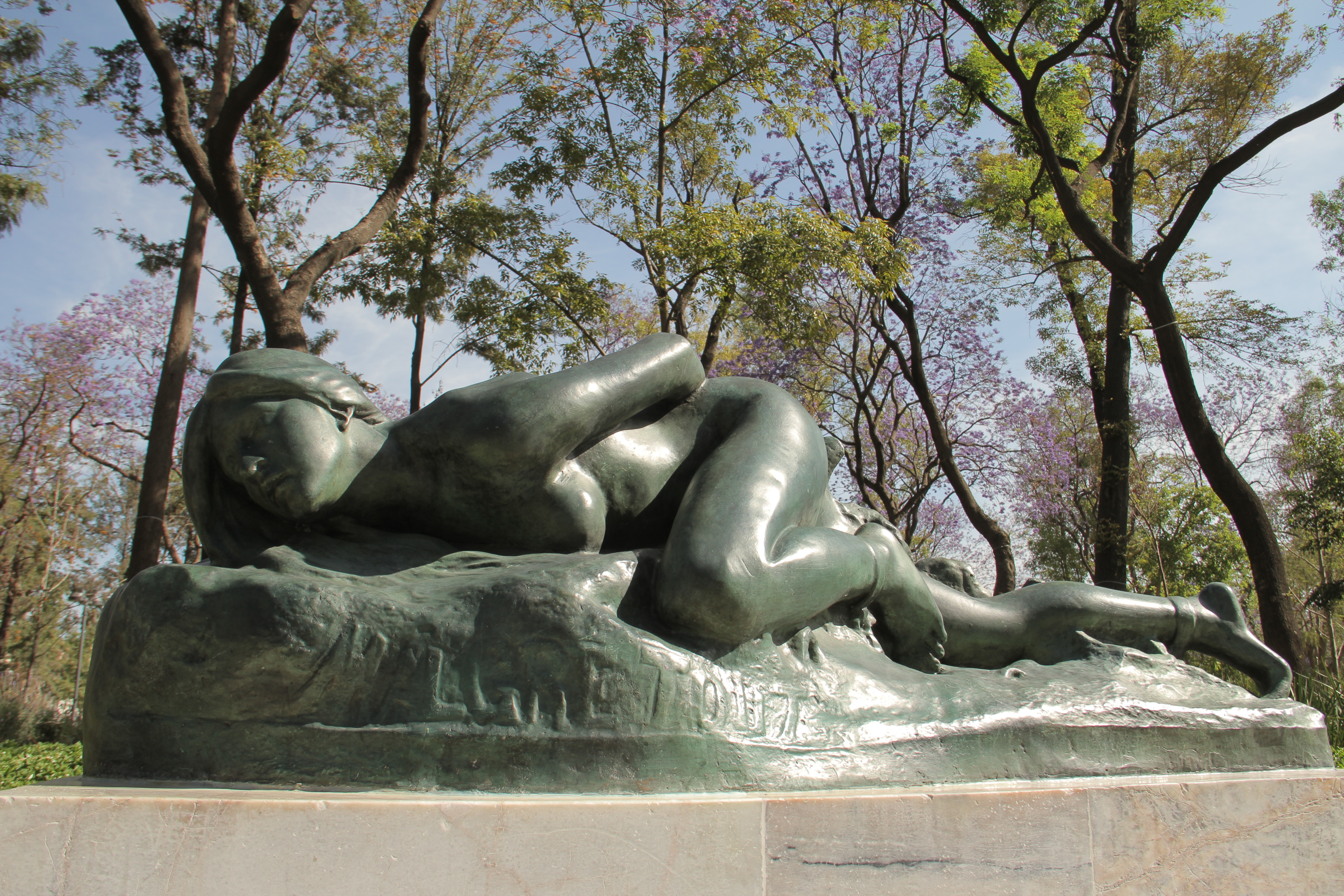
Una replica di Malgré tout nella Alameda Central di Città del Messico.

Nel 1901, Malgré tout venne acquistata dalla scuola nazionale di belle arti. Negli anni 1920, la scultura venne posta nell'Alameda Central di Città del Messico, dove rimase per cinquant'anni. Nel 1983, si decise di trasferirla al museo nazionale d'arte, a pochi isolati dalla sua ubicazione d'origine, ma prima venne restaurata. Nell'Alameda venne collocata una copia della scultura.

### Mito sull'opera
Quando Jesús F. Contreras si recò a Parigi, non lo fece solo per studiare e perfezionare la propria tecnica nella fusione, ma lo fece anche nella speranza di trovare una cura per il cancro che gli era stato diagnosticato nel braccio. Perciò egli era partito da Veracruz il 14 maggio del 1898; a Parigi, tuttavia, secondo la diagnosi medica, l'unica soluzione possibile era l'amputazione, al che il 24 maggio, sempre del 1898, gli amputarono tutto il braccio.
Il poeta nayarita Arnado Nervo, anche lui recatosi a Parigi per seguire l'esposizione universale per il periodico El Imparcial, si commosse così tanto per il riconoscimento del suo compatriota e per l'amputazione del braccio di Contreras, che scrisse un panegirico nel quale sottolineava come Contreras avesse scolpito la figura marmorea con una mano sola, nonostante questa storia non sia veritiera.

## Descrizione

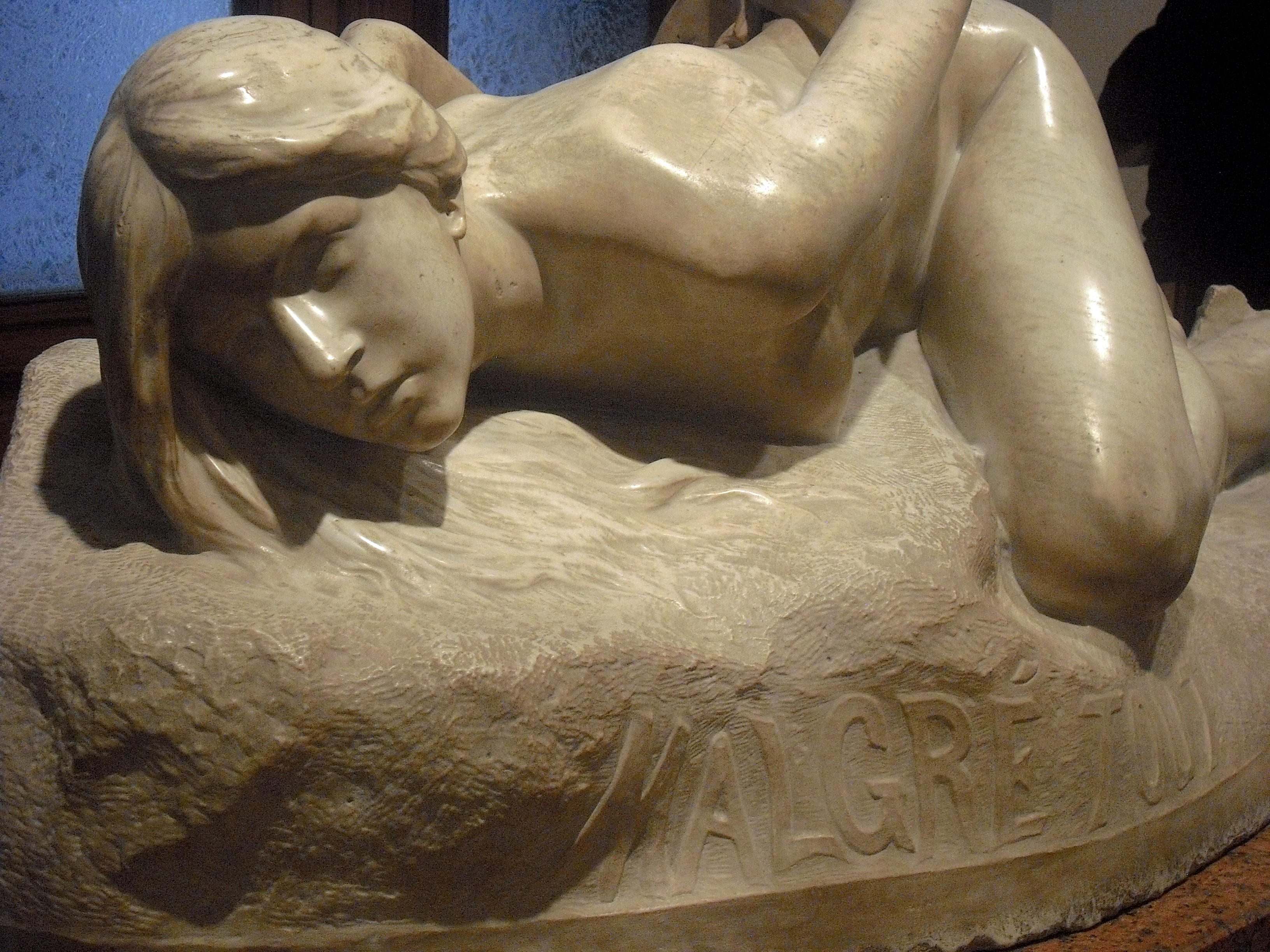
Un dettaglio di Malgré tout.

L'opera, realizzata in marmo, ritrae una donna nuda, incatenata e imprigionata con dei ceppi, che tuttavia ha il volto rivolto in avanti, in un gesto di bramosia.
(Fabián Dagoberto García Huerta)
Secondo il MUNAL, quest'opera "rivela l'universalità del sentimento umano nei confronti dell'agitazione generata dalla libertà limitata". Contreras realizzò quest'opera liberamente e con una grande espressione, così da ottenere le forme che sono piene di irregolarità sulla superficie, così come molti chiaroscuri. Per ottenere questo effetto, Contreras scelse una trama liscia e pulita per modellare la figura femminile, e una zona irregolare nella parte inferiore (la base) che contrasta con il corpo.
L'opera venne lavorata in argilla e in seguito venne scolpita nel marmo. Il suo stile artistico rappresenta l'estetica della fine del secolo degli artisti moderni, che fa appello più allo stato emotivo che al razionale.
Assieme a un'altra opera di Contreras, Désespoir, anch'essa un tempo situata nell'Alameda Central, Malgré tout presenta delle caratteristiche dell'angoscia romantica della fine del secolo XIX, che a differenza di quasi tutte le opere di carattere storico dell'autore (come i suoi rilievi di governanti astechi), esprime degli stati d'animo personali e soggettivi. Venne scelto il titolo in francese perché, secondo Justino Fernández, "le influenze francesi si sono imposte alla fine del secolo".
Oltre all'influenza delle idee e della lingua francesi sugli artisti messicani, bisogna considerare anche il fatto che Contreras aveva studiato in Francia, dove fu amico dell'autore della statua della Libertà, lo scultore Frédéric-Auguste Bartholdi, e dove venne influenzato da vari dei grandi scultori della sua epoca, incluso Auguste Rodin. Sculture come La Danaide (facente parte del gruppo scultoreo La porta dell'Inferno) o l'opera Donne dannate potrebbero aver influenzato Malgré tout.

## Influenze

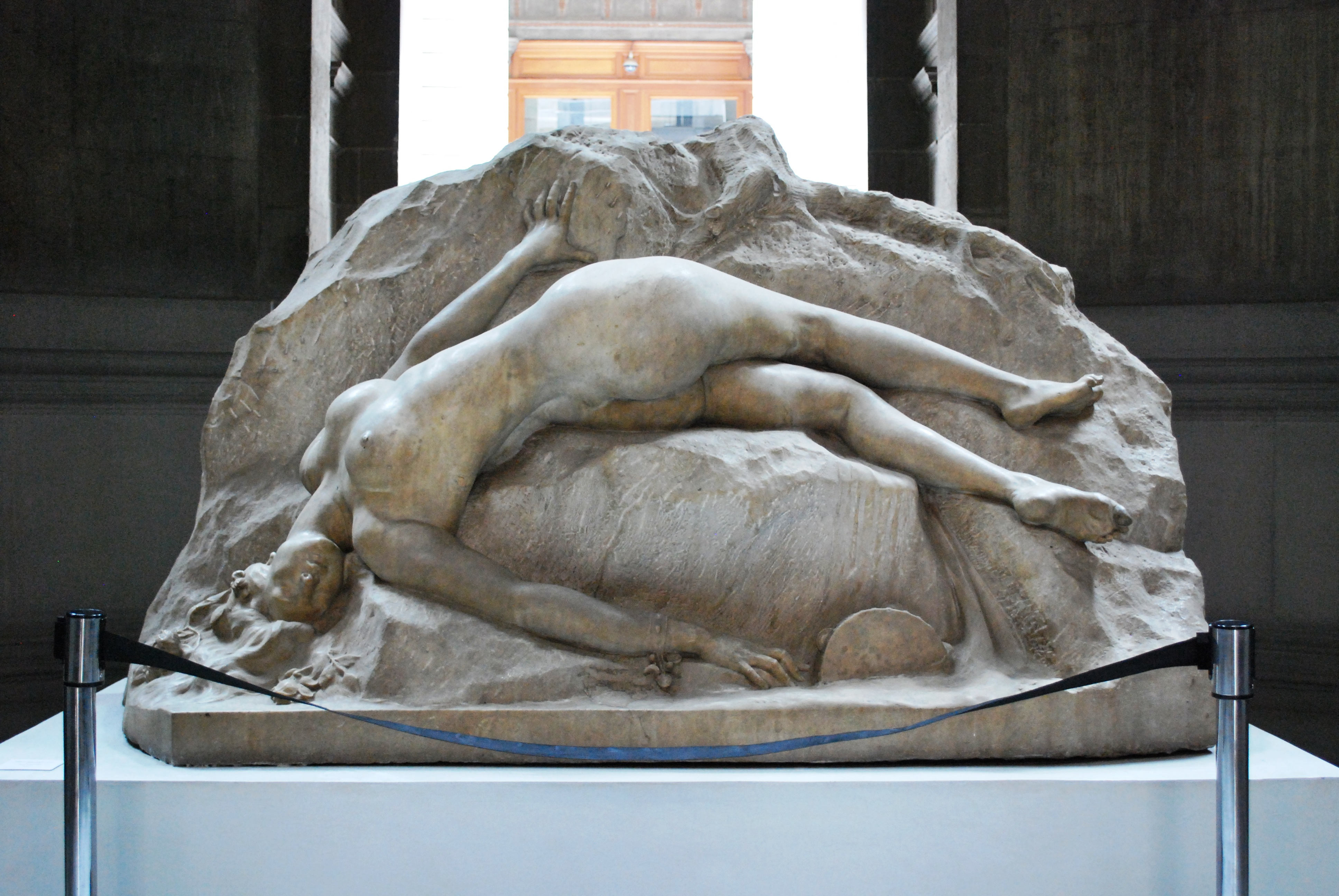
Aprés l'orgie, scultura di Fidencio Nava.

Alcune sculture, come la tomba di Julio Ruelas, realizzata da Arnulfo Domínguez Bello nel 1907, o Aprés l'orgie di Fidencio Nava, creata nel 1909, furono influenzate dalla Malgré tout di Contreras.
Nel 1900, un amico dello scultore, il compositore Manuel M. Ponce, compose un brano per pianoforte intitolato Malgré tout, una danza avanera per la mano sinistra, come omaggio a Contreras. Nel 1904 Ponce eseguì il brano durante una veglia poetica dedicata a Contreras, morto da poco, con il fine di raccogliere dei fondi per la costruzione di un monumento in sua memoria.
Nel 2007, l'artista plastica Lorena Wolffer realizzò una versione concettuale dell'opera che consiste in un'immagine nella quale sulla statua si trovano dei "bersagli" con dei numeri che rimandano a degli articoli del codice penale del distretto federale per evidenziare le sanzioni applicabili per gli omicidi e i casi di violenza. L'opera fa parte di un progetto intitolato Monumenta, che (oltre a Wolffer) riunì le artiste messicane Maris Bustamante, Mónica Mayer, Mónica Castillo, Verena Grimm, Minerva Cuevas e Fabiola Torres-Alzaga, per intervenire sui monumenti che rappresentano delle donne a Città del Messico nell'ambito della giornata internazionale della donna del 2007. La mostra ebbe come scopo la messa in discussione delle rappresentazioni femminili, in particolare quelle nelle quali appaiono delle donne nude, negli spazi pubblici, così come la violenza contro le donne.